# Эллиотт, Джон Мильтон
Джон Мильтон Эллиотт (англ. John Milton Elliott; 16 мая 1820, Скотт Каунти, Виргиния, США — 26 марта 1879) — американский юрист и политик, представитель штата Кентукки в палате представителей США с 1853 по 1857 год и в Первом конгрессе Конфедеративных Штатов Америки.
В марте 1879 года был застрелен из двустволки во Франкфорте около капитолия штата полковником Томасом Бьюфордом, который был судьёй одного из округов Кентукки. Бьюфорд убил Эллиотта в связи с тем, что последний в суде принял решение против сестры Бьюфорда (дело касалось земельной собственности).